# Djouab
Djouab è un comune dell'Algeria, situato nella provincia di Médéa.